# Cyrtonyx ocellatus
Codorniz-ocelada ou colim-ocelado (Cyrtonyx ocellatus) é uma espécie de ave da família Odontophoridae. É o único membro do género Cyrtonyx.
Esta espécie pode ser encontrada em El Salvador, Guatemala, Honduras, México e Nicarágua. O seu habitat natural são florestas montanhosas subtropicais e tropicais. Encontra-se ameaçada de extinção devido a perda e degradação de habitat.